# Букет мимозы и другие цветы
«Букет мимозы и другие цветы» — советский художественный фильм 1984 года режиссёра Михаила Никитина, снятый на киностудии «Ленфильм».
Вышел на экраны 8 марта 1985 года. Фильм посмотрело 2 млн зрителей.

## Сюжет
Екатерина Терентьевна Бубнова, начальница отдела снабжения на заводе, приближается к пенсионному возрасту. Она осознаёт необходимость изменения подхода к работе из-за устаревших знаний в условиях развития производства. В личной жизни Екатерины возникают проблемы, связанные с конфликтами старшего сына Димы с женой и трудностями младшего сына Андрея на работе. Андрей представляет Екатерине Марьяну, неразведённую женщину с ребёнком, которая оказывается в сложной ситуации из-за незаконченной любви Димы к ней. Екатерина поддерживает Марьяну, помогая ей справиться с трудностями.

## В ролях
- Лидия Федосеева-Шукшина — Екатерина Терентьевна Бубнова
- Андрей Петров — Василий Григорьевич, её муж
- Андрей Сергеев — старший брат Дима
- Сергей Бехтерев — младший брат Андрей
- Майя Лагута — Марьяна
- Лариса Луппиан — Алёна
- Светлана Смирнова — Неля
- Софья Павлова — Екатерина Ивановна, свекровь Марьяны, московская бабушка, врач
- Елизавета Никищихина — Анна, мать Алёны
- Елена Андерегг — Маша, подруга Екатерины Терентьевны
- Сергей Боярский — Никита, сын Марьяны
- Борис Иванов — Павел, аккомпаниатор
- Василий Петренко — Миша
- Юрий Волков — директор
- Виктор Ильичёв — жених Светланы

## Съёмочная группа
- Автор сценария: Наталья Рязанцева
- Режиссёр: Михаил Никитин
- Оператор: Сергей Астахов
- Художник: Виктор Амельченков
- Композитор: Игорь Цветков
- Звукооператор: Галина Лукина

## Съёмки
Съёмки фильма проходили в Днепропетровске.

## Критика
Критик Л. Семёнова в газете «Советская культура» отмечала «изначальную сложность сценария к фильму для дебютанта». По её мнению, «более скромная, локальная история, оказалась бы режиссёру по плечу», но «из фильма ушла драма», из-за чего «с постепенным развитием всех семейных линий фабулы, воспроизведённых на экране, оказывается весьма сумбурным и становится всё более странным».
Критик Ирина Велембовская в той же газете написала: «…что за всей этой историей кроется? Надо было уходить на пенсию или не надо? Что правильнее, тянуть нелёгкую служебную дымку или быть наполовину хозяйкой, наполовину рабыней в доме?». Она считала, что «сами авторы фильма для себя этот вопрос не смогли решить», из-за чего «зритель не получает ответа на скучный вопрос».